# Comuna Klebanivka, Pidvolociîsk
Klebanivka (în ucraineană Клебанівка) este o comună în raionul Pidvolociîsk, regiunea Ternopil, Ucraina, formată din satele Klebanivka (reședința) și Șevcenkove.

## Demografie
Componența lingvistică a comunei Klebanivka
     Ucraineană (99,85%)
     Alte limbi (0,15%)
Conform recensământului din 2001, majoritatea populației comunei Klebanivka era vorbitoare de ucraineană (99,85%), existând în minoritate și vorbitori de alte limbi.